# Wojciech Kurtyka

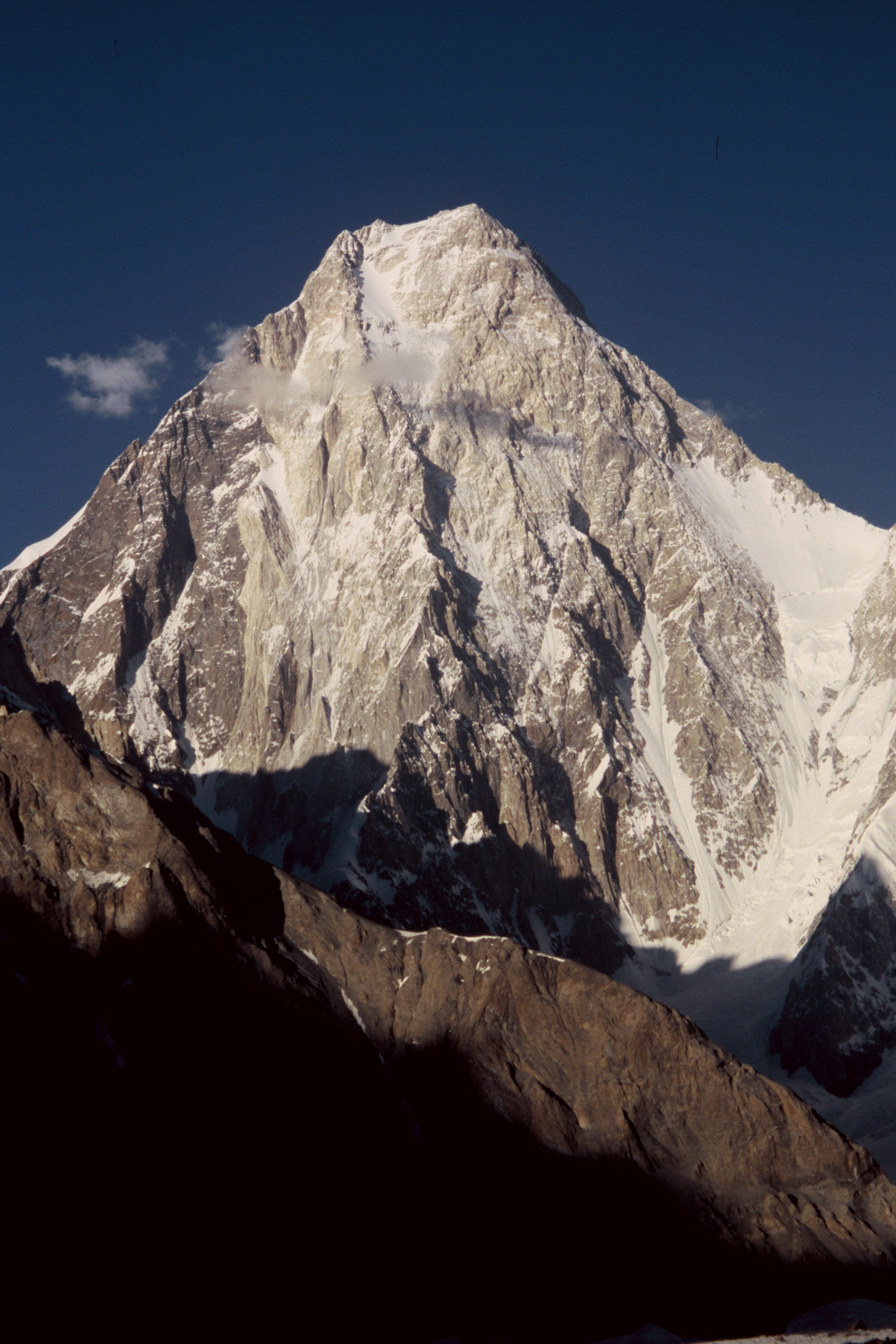
Západní stěna hory Gašerbrum IV

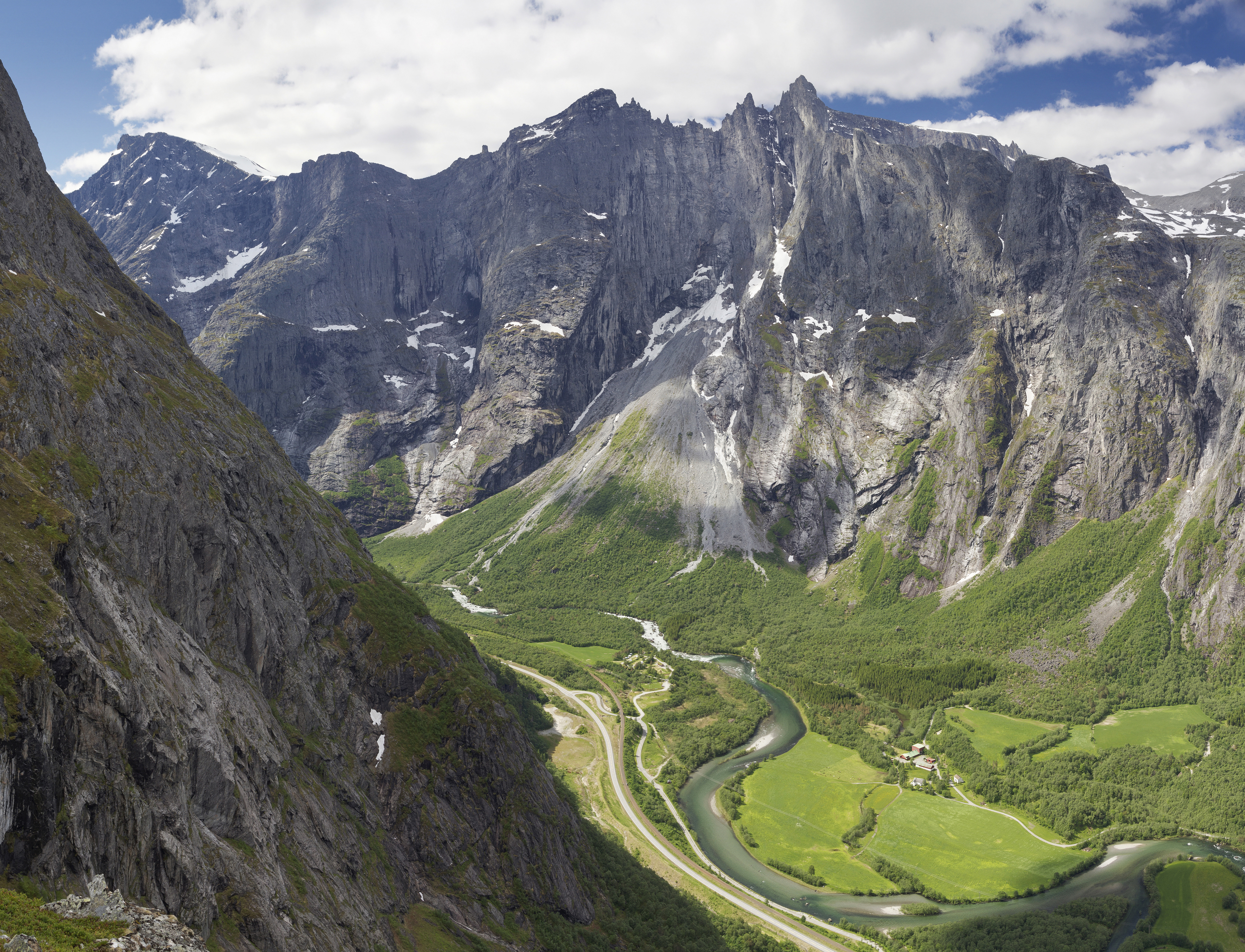
Troll Wall

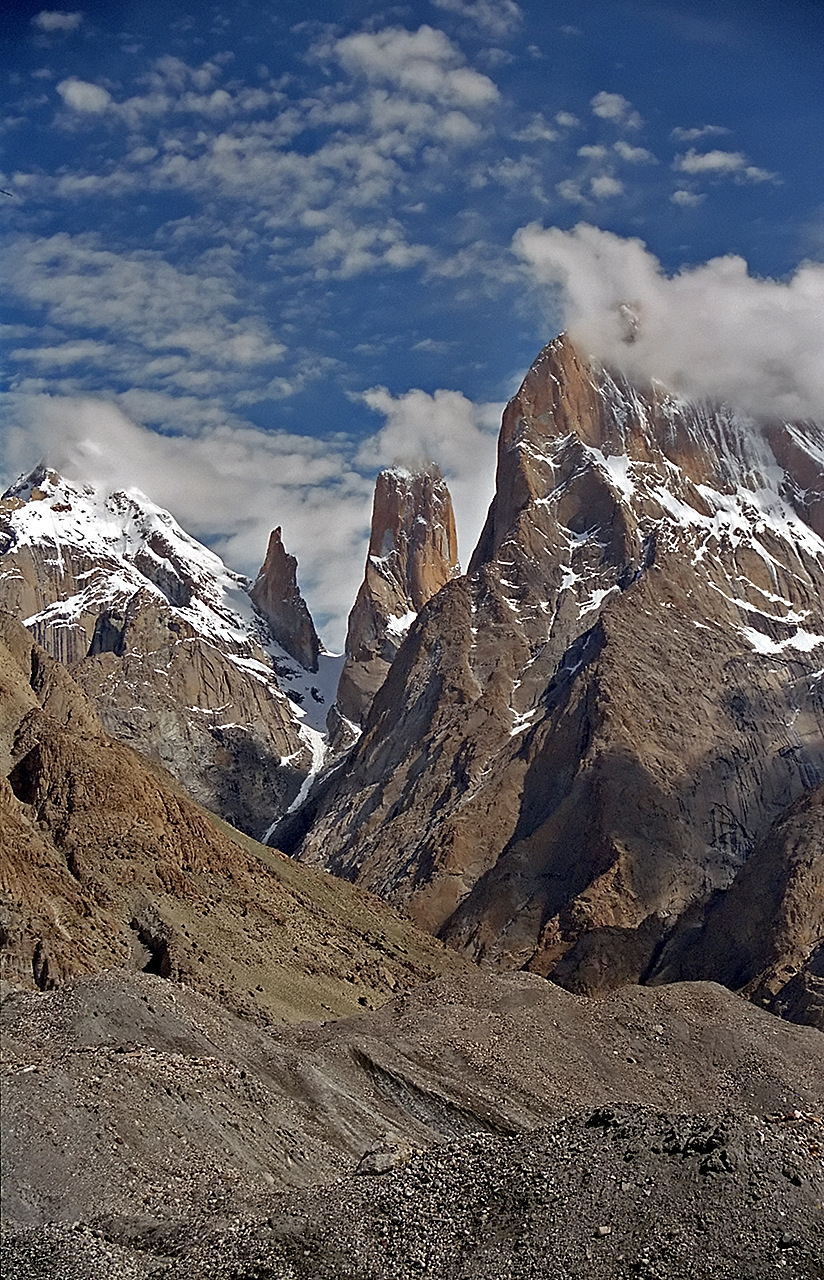
Trango Towers, jejichž svislé stěny jsou nejvyššími horskými útesy na světě

Wojciech Kurtyka (* 25. července 1947 Kladsko) (také Wojtek Kurtyka nebo Voytek Kurtyka) je polský horolezec a skalní lezec, jeden z průkopníků alpského stylu lezení na největších horách. Do roku 1974 žil ve Vratislavi, kdy se přestěhoval do Krakova. O jeho výstupu západní stěnou na vrchol Gašerbrum IV v roce 1985 časopis Climbing prohlásil, že se jedná o největší horolezecký úspěch ve dvacátém století. V roce 2016 obdržel cenu Piolet d'Or za celoživotní úspěchy v horolezectví.

## Kariéra
Jeho výstupy v Polsku sestávají z mnoha obtížných výstupů - na útesech, nejtěžších volných výstupech a výstupech bez jištění v té době. V Tatrách udělal spoustu prvních volných výstupů, prvovýstupů v zimě a prostoupil nové zimní cesty.
Kurtyka se stal známým v zahraničí začátkem roku 1973 poté, co dosáhl prvního zimního výstupu na Trollveggen (Troll Wall) v Norsku, nejvyššího svislého útesu na kontinentu. Ve vysokých horách začal lézt v roce 1972 a dokončil málo známý - ale podle něj důležitý - prvovýstup na vrchol Akher Chogh v pohoří Hindúkuš alpským stylem. Poprvé lezl v Himálaji v roce 1974. Po účasti na dvou velkých polských národních expedicích v letech 1974 a 1976 se vrátil k malým expedicím.
Lezl mimo jiné společně s horolezci světové úrovně, jako Alex MacIntyre (1977, 1978, 1980, 1981), Jerzy Kukuczka (1981, 1983, 1984), Doug Scott (1993), Erhard Loretan (1988, 1990, 1991, 1997), Reinhold Messner (1982) a Yasushi Yamanoi (2000, 2001).
Myšlenky na výstupy s minimálním vybavením a bez podpory nosičů na nejobtížnějších stěnách a nejvyšších vrcholcích byly zahrnuty do jeho filozofického konceptu „cesty hory“.
Kurtykův výstup západní stěnou na Gasherbrum IV byl v roce 1985 časopisem Climbing vybrán jako jeden z 10 nejpůsobivějších výstupů 20. století (včetně horolezectví, boulderingu atd.).
Kromě lezce je Kurtyka autorem mnoha článků o lezení publikovaných v polštině a angličtině.

## Výstupy (výběr)

### Skály
- Nové cesty až do obtížnosti 8a, 8a + v polských skalách
- Volný sólový výstup 7c + v roce 1993 – pravděpodobně nejtěžší volný sólový výstup v Polsku

### Tatry
- 1970 – nová cesta severovýchodní stranou Malého Mlynára (spolulezci Janusz Kurczab a Michal Gabryel)
- 1972 – 1980 – několik nových cest na Kazalnici Mengusovské, v létě i v zimě

### Norsko
- 1973 - Trollryggen, severní stěnou (Troll Wall), první zimní výstup (Marek Kęsicki, Ryszard Kowalewski, Tadeusz Piotrowski)

### Alpy
- 1971 – Aiguille Noire, západní stěnou, cesta Vitali-Ratti, první polský výstup (Janusz Kurczab)
- 1973 – Petit Dru, západní stěnou, první polský výstup (Andrzej Tarnawski)
- 1973 – Petit Dru, severní stěnou, nová cesta v levé části (Jerzy Kukuczka and Marek Łukaszewski)
- 1975 – Grandes Jorasses, severní stěnou, nová cesta (Jerzy Kukuczka and Marek Łukaszewski)

### Vysoké hory
- 1972 – Kohe Tez 7015 m (Hindúkuš, Afghánistán) severní hřeben, nová cesta (Alicja Bednarz, Ryszard Kozioł)
- 1972 – Akher Chogh 7025 m nebo 7017 m (Hindúkuš, Afghánistán) severozápadní stěnou, nová cesta (Jacek Rusiecki, Marek Kowalczyk, Piotr Jasiński)
- 1974 – Lhotse 8516 m, člen první zimní expedice, (Andrzej Zawada vůdce a Andrzej Heinrich dosáhli 27. prosince výšky asi 8 250 m)
- 1976 – K2 8611 m, východní hřeben, pokus (Kurtyka dosáhl cca 7900 m, nejvyšší bod dosažený expedicí cca 8400 m (Eugeniusz Chrobak, Wojciech Wróż - tato dlouhá cesta byla zakončena vrcholem - přes odklon v horní části Abruzziho hřebene - v roce 1978 americkou výpravou vedenou Jamesem Whittakerem. Úplná linie na vrchol přes severovýchodní hřbet je dosud nevylezená.
- 1977 – Kuh-e Bandaka 6868 m (Hindúkuš, Afghánistán), severovýchodní stěnou, nová cesta (Alex MacIntyre a John Porter)
- 1978 – Changabang 6864 m (Indie), jižní stěna, nová cesta (Alex MacIntyre, John Porter a Krzysztof Żurek)
- 1981 – Makalu 8481 m, západní stěnou, dva pokusy o přímou novou trasu (během druhé, na podzim dosáhli cca 7900 m), (Jerzy Kukuczka a Alex MacIntyre). (Později Kukuczka dosáhl vrcholu při sólovém výstupu změnou normální cesty).
- 1982 – Čo Oju, pokus o výstup v zimě, (Reinhold Messner)
- 1985 – Gašerbrum IV 7925 m (Karákóram) západní stěna, prvovýstup, alpský styl, (bez vrcholu), (Robert Schauer)
- 1988 – Trango Towers 6239 m, (Karákóram) východní stěna, nová cesta (Erhard Loretan)
- 1987-2000 – K2, západní stěna, 4 nebo 5 pokusů, až do 6650 m (1994)
- 1993, 1997 – Nanga Parbat 8126 m, pokusy
- 1995 – Losar 700 m vysoký ledovec nad Namče Bazar, Nepál, 2. výstup (Maciej Rysula)
- 2001 – Biacherahi Tower cca 5700 m (ledovec Choktoi, Karákóram, jižní stěna, nová cesta (Taeko a Yasushi Yamanoi)

### Osmitisícovky
- 1980 – Dhaulágirí Východní stěna, nová trasa, alpský styl, bez vrcholu (René Ghilini, Alex MacIntyre a Ludwik Wilczyński)
- 1982 – Broad Peak Normální cesta, alpský styl (Jerzy Kukuczka)
- 1983 – Gašerbrum I, Gašerbrum II dvě nové cesty v alpském stylu (Jerzy Kukuczka)
- 1984 – Broad Peak Traverz všech tří vrcholů Broad Peaku, severní (7550m) nová cesta, centrální (8016m) a hlavní (8051m), alpský styl (Jerzy Kukuczka). Traverz všech tří vrcholů byl zopakován v letech 1995 Japonci Toru Hattori, Toshiyuki Kitamura a Masafumi Todaka a v roce 1995 a Španělé Alberto Iñurrategi, Juan Vallejo a Mikel Zabalza.
- 1990 – Čo Oju jihozápadní stěna, nová trasa, alpský styl (Erhard Loretan a Jean Troillet)
- 1990 – Šiša Pangma centrální vrchol 8008 m, jižní stěna, nová cesta, alpský styl (Erhard Loretan a Jean Troillet)